# Mazu (gudom)
Mazu, är en gudinna inom kinesisk folktro. Hon inlemmades även i konfucianism, kinesisk buddhism och taoism.
Hon vördas som en havsgudinna och beskyddare av fiskare och andra som färdas på havet. Hon kan spåras tillbaka till åtminstone 900-talet, och påstås ursprungligen ha varit en shaman som blev gudinna efter sin död. Hon är särskilt populär på Taiwan.